# Rheinhessen
Rheinhessen er en region i den tyske delstat Rheinland-Pfalz og var fra 1816-1919 en del af storhertugdømme Hessen og derefter til 1945 en del af Volksstaat Hessen. Området ligger vest for Rhinen i Rheinland-Pfalz. Det er et kuperet og hovedsageligt med vinmarker og gårde. Områdets større byer er Mainz, Worms, Bingen, Alzey, Nieder-Olm og Ingelheim. Mange indbyggere pendler til Mainz, Wiesbaden eller Frankfurt.

## Historie
På Wienerkongressen i 1814-15 måtte storhertug Ludwig 1. af Hessen opgive sine besiddelser Westfalen, men fik som kompensation Rheinhessen på Rhinens venstre bred. Han antog nu titlen Storhertug af Hessen og ved Rhinen, og navnet på regionen opstod.

## Vindyrkning
Rheinhessen er den største af Tysklands 13 vinproducerende regioner. Uden for Tyskland er det bedst kendte standardmærke Liebfraumilch, selv om der er mange langt bedre vine af Müller-Thurgau, Silvaner, Riesling, Kerner eller Scheurebe. Det bedst kendte hvidvinsområde er Rhin Teresse ved Oppenheim og Nierstein. Nogle røde varianter dyrkes især omkring Ingelheim: Blauer Portugieser, Dornfelder og den nyligt udviklede Regent.
- Wikimedia Commons har flere filer relateret til Rheinhessen
- Tysk Wikipedias portal om Rheinhessen